# فرانکسیسکوس راپلنگیوس

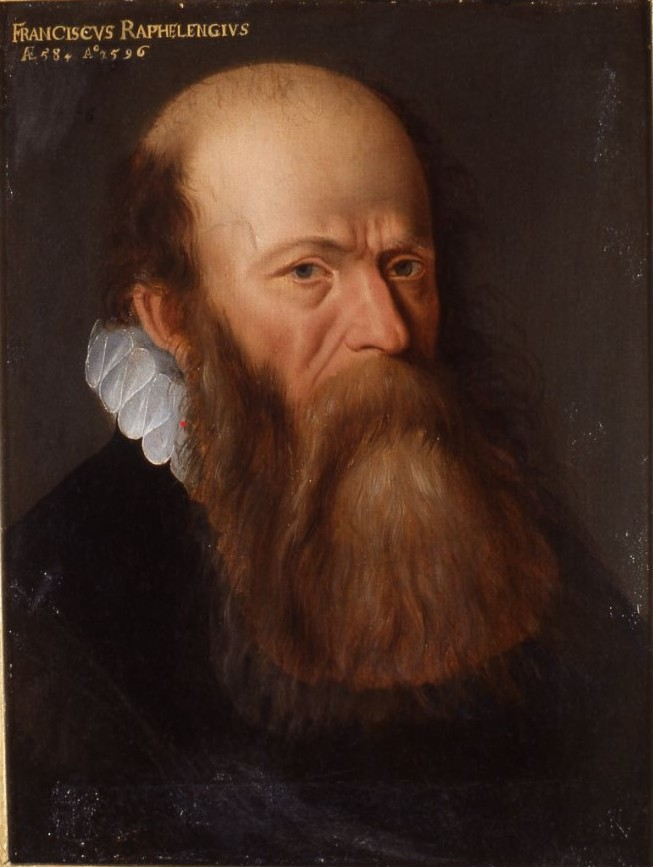
پرتره فرانسیسکو رافلنژیوس، حدوداً سال ۱۵۹۶

فرانس ون راولینگن (به فرانسوی: Frans van Ravelingen) (لاتین: فرانسیسکو رافلنگیوس، Franciscus Raphelengius) (۲۷ فوریه ۱۵۳۹ – ۲۰ ژوئیه ۱۵۹۷)، محقق، چاپگر و ناشر متولد فلاندری بود که در آنتورپ و بعداً در لیدن کار می‌کرد. در آخرین دهه زندگی خود استاد زبان عبری در دانشگاه لیدن بود. او یک فرهنگ لغت عربی به لاتین در حدود ۵۵۰ صفحه تولید کرد که پس از مرگ در سال ۱۶۱۳ در لیدن منتشر شد. این اولین چاپ یک فرهنگ لغت یک کتاب برای زبان عربی به زبان لاتین بود.